# All About Tammy
All About Tammy ist eine romantische kanadische Filmkomödie von Tracy D. Smith aus dem Jahr 2007.

## Handlung
Die widerspenstige, sture und unbezähmbare Tammy zieht in ihr Elternhaus, da ihr Vater Burt krank und pflegebedürftig ist. Doch das ist er nur vordergründig. Seine Lieblingsbeschäftigung ist es, seinen schwulen Sohn und seine zwei Töchter Tammy und Christine zu schikanieren. Seine neueste Idee ist, seine Krankheit vorzuschieben, um all seine Kinder zu verkuppeln.
Mit Tristans Freund, dem Barkeeper Lucas, geht er ein Geschäft ein. Er wird ihn akzeptieren, wenn er einen Mann für Tammy findet. Dasselbe unternimmt er mit seinem Geschäftspartner Damon, der dann die Firmenleitung übertragen bekommen soll. Lucas Problem ist jedoch, dass vor Tammy jeder Mann wegläuft. So attraktiv sie auch ist, so schwer ist sie zu zähmen. Da kommt ihm der Ex-Boxer Sy gerade recht. Dieser versucht sich neuerdings als Sänger, obwohl es ihm dabei an den stimmlichen Voraussetzungen mangelt. Er verspricht ihm einen Auftritt in der Bar, wenn er mit Tammy ausgeht. Ohne sie zu kennen, geht er auf den Deal ein.
Anfangs weist sie ihn wie erwartet sehr schroff zurück. Doch Sy wird deshalb umso ehrgeiziger. Das wiederum reizt Tammy, so dass sie sich allmählich immer mehr zu ihm hingezogen fühlt. Es entsteht eine wahre Hassliebe, die in einem Kuss im heimischen Badezimmer gipfelt. Daraufhin gehen sie gemeinsam in Lucas’ Bar aus. Dort macht Damon, der ebenfalls homosexuell ist, Tristan eine Szene und verrät Tammy, dass Sy nur wegen seiner Songs mit ihr ausgeht. Tief gekränkt lässt sie Sy stehen.
Doch auch sie hat sich verliebt. Zuhause weint sie andauernd, bis Sy im Vorgarten seine Gitarre auspackt und für sie singt. Ihr Vater will ihn vertreiben und schlägt ihn nieder. Daraufhin läuft Tammy zu Sy und beide küssen sich leidenschaftlich.

## Kritik
„Solide (Fernseh-)Komödie im Fahrwasser von Shakespeares „Der Widerspenstigen Zähmung“, die auch ohne bekannte Darsteller gut unterhält.“

„Shakespeares „Der Widerspenstigen Zähmung“ in der heiter-besinnlichen kanadischen TV-Variante. Und weil eine Beziehungskiste zwischen Rauhbein-Macho und harter Beziehungsverweigerin für 90 Minuten nicht genug ist, gibt’s obendrein noch einen homosexuellen Hahnenkampf um Vaters schönen Filius sowie das kleine Drama um des Patriarchen Tod. Pointierte Dialoge, gutgelaunte Darsteller und eine erfrischende Prise kanadischer Freizügigkeit machen den Film auch ohne bekanntere Stars für anspruchsvollere Komödienfreunde sehenswert.“